# Aloeides monticola
Cederberg Copper' (Aloeides monticola) là một bướm ngày thuộc họ Lycaenidae. Loài này có ở Nam Phi, nơi có độ dốc lớn ở Cederberg, Tây Cape.
Sải cánh từ 35–39 mm đối với con đực và 38–45 mm đối với con cái. Cá thể trưởng thành mọc cánh từ tháng 8 tới tháng 11. Mỗi năm loài này có một thế hệ.